# Хлестово (Тверская область)
Хлёстово — деревня в Лихославльском районе Тверской области.

## География
Находится в центральной части Тверской области на расстоянии приблизительно 32 км на север по прямой от районного центра города Лихославль.

## История
Деревня была отмечена ещё на карте Менде, состояние местности на которой соответствует 1848 году. В 1859 году здесь (деревня Вышневолоцкого уезда) было учтено 16 дворов, в 1886 — 27, в 1986 — 16, в 1997 — 7. В советское время работали колхозы «Гудок», имени Сталина и «Новый мир». До 2021 года деревня входила в Станское сельское поселение Лихославльского района до его упразднения.

## Население
Численность населения: 127 человек (1859 год), 171 (1886), 21 (1986), 13 (карелы 69 %) в 2002 году, 1 в 2010.